# Кошман, Артём Алексеевич
Артём Алексеевич Кошман (род. 25 октября 2003 года) — российский актер. Наиболее известен своими ролями в таких проектах, как «Приключения Экспоната», «Черная Весна» и «Галя, у нас отмена!».

## Биография
Артём появился на свет 25 октября 2003 года. Он рос дружелюбным, коммуникабельным и творческим ребёнком, легко находил общий язык со сверстниками и взрослыми.
Артём учился в лицее № 15 в городе Химки Московской области. Ему повезло с учителями. По словам актёра, классный руководитель всегда поддерживал его и понимал, даже когда он пропускал занятия из-за съёмок в кино.
Это началось в раннем возрасте: Артём впервые оказался на съёмочной площадке в 11 лет и с тех пор не сомневался, что актёрство станет его профессией. Одноклассники и учителя с любопытством наблюдали за успехами юного Кошмана, который умудрялся совмещать работу и учёбу.
Чтобы улучшить свои навыки, Артём окончил школу «КиноРебёнок». Но основным способом повышения квалификации стали съёмки и общение с профессионалами индустрии.
В 2021 году Артём окончил школу и поступил в Театральный институт имени Бориса Щукина.

## Личная жизнь
Помимо кино у актера множество других увлечений, он любит играть на гитаре, нырять, кататься на горных лыжах, фотографировать и путешествовать.
Артём очень любит кино про гангстеров, пересмотрел все фильмы Мартина Скорсезе, Гая Ричи и Квентина Тарантино. Также актеру нравятся классические советские и итальянские фильмы, а единственный жанр, который ему не по душе — хоррор.

## Фильмография

### Фильмы
| Год  | Фильм                 | Роль           | Примечание |
| ---- | --------------------- | -------------- | ---------- |
| 2019 | Приключения экспоната | Илья           | [ 1 ]      |
| 2020 | Понаехали             | Друг Вадика    | [ 8 ]      |
| 2022 | Волшебники            | Геймер         | [ 9 ]      |
| 2022 | Кей                   | Подросток      | [ 10 ]     |
| 2022 | Кажется, навсегда     | Артем          | [ 11 ]     |
| 2022 | My VR                 | Парень на море | [ 12 ]     |

### Сериалы
| Год  | Сериал                | Роль    | Примечание |
| ---- | --------------------- | ------- | ---------- |
| 2018 | Мама                  | Йоффе   | [ 13 ]     |
| 2019 | Содержанки            | Дима    | [ 14 ]     |
| 2019 | Катя и Блэк           | Глеб    | [ 15 ]     |
| 2020 | Беспринципные         | Илюша   | [ 14 ]     |
| 2020 | Содержанки 2          | Дима    | [ 14 ]     |
| 2020 | Литра 2.0             | Алексей | [ 16 ]     |
| 2021 | Я не шучу             | Артем   | [ 17 ]     |
| 2021 | Содержанки 3          | Дима    | [ 14 ]     |
| 2022 | Хэдшот                | Денис   | [ 18 ]     |
| 2022 | Чёрная весна          | Киса    | [ 19 ]     |
| 2023 | Содержанки 4          | Дима    | [ 14 ]     |
| 2023 | Галя, у нас отмена!   | Фил     | [ 3 ]      |
| 2024 | Наследники. Дар крови | Егор    | [ 20 ]     |
| 2024 | Дети перемен          | Энштейн | [ 21 ]     |

### Озвучка
| Год       | Название                     | Персонаж |
| --------- | ---------------------------- | -------- |
| 2017-2021 | Герои Энвелла                | Вик      |
| 2018      | Герои Энвелла: Выйти из игры | Вик      |